# Южный (Черепановский район)
Ю́жный — посёлок в Черепановском районе Новосибирской области. Входит в состав Безменовского сельсовета.

## География
Площадь посёлка — 44 гектара.

## История
В 1965 году указом Президиума Верховного Совета РСФСР посёлку отделения № 4 Черепановского опытно-показательного хозяйства присвоено наименование Южный.

## Население
| 2002 | 2007 | 2010 |
| ---- | ---- | ---- |
| 432  | ↘408 | ↘366 |

## Инфраструктура
В посёлке по данным на 2007 год функционируют 1 учреждение здравоохранения и 1 учреждение образования.